# 宗村佐信
宗村 佐信（むねむら すけのぶ、1904年（明治37年）6月3日 - 1975年（昭和50年）8月29日）は、日本の実業家、教育者である。平田紡績の5代目社長を務め、また暁学園を創設した。三重郡富洲原町（現在の三重県四日市市富洲原地区）富田一色出身。

## 人物像

### 平田家の家系図
- 三重県三重郡富洲原村の富田一色出身。1904年（明治37年）6月3日に2代目平田佐次郎の五男として出生する。桑名藩士出身で麻屋平田商店の支配人を務めていた功労者の宗村家の宗村千代治の養子になった[1]。
- 長兄は平田紡績3代目社長の平田佐十郎、三兄は四日市市長で平田紡績4代目社長の平田佐矩、末弟は大日本帝国陸軍軍人で詩人・彫刻家・芸術家の平田佐貞。
- 妻の宗村みさをは、2003年（平成15年）4月8日に東京都での療養生活後に心不全で死去した。享年90。4月10日に、暁学園と大和精工株式会社による合同葬（葬儀・告別式）が同日の午後1時から四日市市松本地区のふじや本店光倫会館で行われた。喪主は四男の宗村南男（なんお）だった。
- 息子が4人いて、全員が慶應義塾大学を卒業した。長男の宗村完治は6代目平田紡績社長で2代目暁学園理事長。息子の宗村明夫は平田紡績7代目社長。4男（息子）の宗村南男は3代目暁学園理事長で四日市大学の第2代学長である。

### 暁学園の創設者
- 1946年（昭和21年）に宗村佐信は財団法人（1951年（昭和26年）に学校法人となる）暁学園を設立した。当時の吉田勝太郎四日市市長と相談して創設された。暁学園の創設者で初代理事長である。宗村家が世襲で理事長となり、2代目理事長には、宗村完治が、3代目理事長には、宗村南男が就任している。暁学園は以下の教育課程を創設している。

1. 暁幼稚園
2. 暁小学校
3. 暁中学校・高等学校
4. 暁短大
5. 四日市大学
6. 四日市看護医療大学
7. 四日市看護医療大学院

- 以上の幼稚園から大学院を運営する三重県唯一の総合学園で宗村佐信が設立した当初は主に女子教育の機関であった。暁学園は戦後の学制改革で富洲原町立から四日市市への合併で四日市市立となっていた富洲原高等女学校の鷲野義俊校長と教頭の永戸定一教頭から三重県立四日市高等学校への統合で廃校になる同校の代わりに女子教育をお願いされて、平田紡績の空いている従業員の寄宿舎で暁学園を創設した。暁学園は＜人間たれ＞を教育精神としている。
- 戦後の混乱と国家教育と女性教育など教育思想の混迷した時代に、太平洋戦争中に平田漁網製造と改称した（その後の平田紡績に発展改称した）株式会社の社長であった宗村佐信が、戦後に四日市市長となった吉田勝太郎等と民間と行政との議論で、「文化国家の建設は次代を担う国民の教育の振興にあり」との信念を掲げて、1946年（昭和21年）3月財団法人の暁学園を創立した。三重郡富洲原町時代に富洲原地区は東洋紡績（東洋紡績富田工場）と平田紡績四日市工場が建設された、紡績の町で富洲原地区は若い女性が多くて女性人口が男性人口の倍以上の数字で多くて「女性の町富洲原」として富洲原では女子教育が盛んであった。暁学園で女子教育を行う校舎は天ヵ須賀地区の平田漁網の女子労働者の寄宿舎を改造して、校舎に当てた。同年5月に暁幼稚園を開園して、6月暁女子専門学校（その後の暁学園短期大学）を開校した。三重県下で初めての私立女子専門学校の暁学園が誕生した。
- 義務教育課程の設立の要望が盛り上がり、小学校教育と中学校教育の教育理念達成のために、1948年（昭和23年）に暁中学校と暁小学校を設立した。翌年の1949年（昭和24年）には暁高等学校（全日制・定時制）を設立した。総合学園として一貫教育を行い創設者である宗村佐信が築いた以下の3つの理念は高く評価された[誰?]。

1. 卓見
2. 教育愛
3. 奉仕的精神

### 経歴
- 1923年（大正12年）に三重県立四日市商業学校（現在の三重県立四日市商業高等学校）を卒業した。1924年（大正13年）に20歳で平田製網（その後の平田紡績）株式会社の入社した。平田製網など三社で組織するカルテル会社の東洋漁網商会に派遣された。[2]平田製網本社に戻ってからは倉庫係や漁網の販売などで遠く北海道や北朝鮮・満州などにも渡航した。その後、胸部疾患の病気を理由に3年間の闘病生活を送り、福澤諭吉の思想に憧れて慶應ボーイになる夢を諦めて慶應義塾大学進学を断念した[3]。
- 宗村家の宗村千代治の養子に行き、宗村家は桑名藩の武士の家で、平田紡績の番頭支配人を50年間を務めた家であった。平田紡績社長として漁網のセールスをした。また、四日市市教育委員として北部児童館建設に尽力して、1951年（昭和26年）11月20日の昭和天皇の富洲原巡幸を記念して100万円を寄贈して、『四日市市立図書館北部分館』が富洲原小学校の講堂付近に設置されて、富洲原地区の文化活動に貢献する事となった。佐信の祖父、平田佐次郎（初代）が1868年（慶応4年）に漁網の製造販売を目的として麻屋平田商店（のちの平田紡績）を創業した。平田製網（当時の社名）に入社して以後佐信は、漁網のセールス等で優れた才能を発揮した。

### 実業家
- 陸軍が軍需産業の強化のために成立した国家総動員法によって平田紡績に軍事工場への転換するように求めた。太平洋戦争中に平田紡績を中島飛行機製作所に明け渡す事となった。平田家で唯一の重役であった宗村佐信は漁網部門を含めて紡績設備を軍部から全て軍需用に転換する指令が出たが（三重郡川越町・志摩市浜島町・尾鷲市）の5ヵ所に分散する事を条件に漁網設備を残した。戦争の終わる直前の1945年（昭和20年）6月、佐信は株式を買い戻し、代表取締役社長に就任した。パイオニア精神も旺盛で東洋レーヨンと技術協力をして、合成繊維（ナイロン糸）による漁網の製造に全国で初めて着手した。他にも、漁網会社の他に醤油（しょうゆ）会社を作ってみたり、現在流行のカップラーメンの原型である乾燥麺を開発した。紡績の排水・煙突からの放熱でウナギ養殖を考えた。[4]農業用ビニールを使用して稲作のハウス栽培を考えたり、漁網の応用として屋根を覆う台風ネットを考案した。[5]のち、全国漁網生産に占めるシェアは35％にも及び、日本一を誇った。
- 1946年（昭和21年）1月に、石川製鋼（株式会社）に商号を変更して設立目的を改めた新正木工（株式会社）が発足した際、宗村佐信が社長に就任する。
- 桑名信用金庫理事。
- 三重テレビ取締役。
- 貿易会議専門委員。
- 四日市カンツリー倶楽部社長。
- 1975年（昭和50年）に平田紡績社長と暁学園理事長を長男の宗村完治に譲る。平田紡績は宗村家が3代続けて、平田一族として平田紡績の経営者となった。

1. 宗村佐信（昭和18年～昭和50年）→平田紡績5代目社長
2. 宗村完治（昭和50年～昭和58年）→平田紡績6代目社長
3. 宗村明夫（昭和58年～昭和61年）→平田紡績7代目社長

- 竹井博友の地産グループに不動産の開発事業を目的に株式の大量購入による方法で会社が買収されて竹井家に平田紡績が乗っ取られる。戦後に松原地区平町（東平町で現在は幸楽苑の富洲原店となっている）に邸宅を建設した。平田紡績の拡大路線として以下の工場を建設した。

1. 函館工場
2. 室蘭工場
3. 釧路工場
4. 福島工場
5. 八戸工場
6. ケニア工場
7. タンザニア工場
8. ウガンダ工場
9. ナイジェリア工場

四日市本社工場（富洲原の天ヶ須賀本町（天ヵ須賀5丁目）の紡績工場・富洲原の住吉町の善太付近の漁網工場）と富洲原周辺の三重郡川越町高松天神の川越漁網工場・志摩市の浜島疎開工場・東紀州の尾鷲市の尾鷲疎開工場以外の工場を建設して東日本地域やアフリカなど海外に進出して生産拠点が拡大した。
また1951年（昭和26年）11月に昭和天皇の（三重県）伊勢行幸の際、同じ富洲原地区の東洋紡績富田工場の視察後に平田紡績を視察した。その際、宗村佐信が社長として説明をする役目となり、昭和天皇は科学者として製網に興味があり宗村への質問をたくさんしたので滞在予定の時刻が過ぎた。そのため急遽予定を変更して平田紡績を視察する滞在時間を延長するほどであった。平田紡績工場の火災や伊勢湾台風の水没の工場被害の危機も乗り越えた。大宗建設代表取締役も務めた。
1975年（昭和50年）8月29日午後9時12分に、名古屋市南区三条町の中京病院で肝不全のため逝去した。享年71。喪主は長男の宗村完治であった。密葬は8月31日の正午から午後1時の間に三重郡川越町高松地区の光輪寺で行われた。平田紡績・大和精工・暁学園・四日市カンツリー倶楽部の合同葬儀は元平田紡績川越漁網工場跡地の元ボウリング場を式場に1975年（昭和50年）9月4日の午後2時から平田紡績の会社内で行われて、葬儀委員長は土井正三であった。政界・財界・官界・教育関係者の伊藤忠商事会長の越後正一、三重県知事の田川亮三、四日市市長の加藤寛嗣、暁学園の五嶋考吉学長が出席して追悼の言葉を述べた。
暁学園の創立者として1977年（昭和52年）に暁学園本部前の玄関に宗村佐信の胸像が建立された。

## 年譜
- 1904年（明治37年）6月3日に三重郡富洲原村（現在の四日市市富洲原地区）の富田一色本町の平田家（平田紡績の創業家）に生まれる。
- 1945年（昭和20年）6月に平田漁網製造株式会社（その後の平田紡績）取締役社長となる 。
- 1946年（昭和21年）3月に暁学園の理事長となる 。
- 1946年（昭和21年）9月に四日市市体育協会の会長となる 。
- 1946年（昭和21年）12月に三重県軟式庭球連盟の会長となる。
- 1947年（昭和22年）1月に三重県体育協会の会長となる。
- 1948年（昭和23年）8月に日本軟式庭球連盟の副会長となる 。
- 1948年（昭和23年）10月に三重県教育委員会の委員長となる。
- 1966年（昭和41年）4月に藍綬褒章を受章する 。
- 1971年（昭和46年）10月に体育功労者賞を受賞する。
- 1973年（昭和48年）11月に三重県民の功労者として表彰される。
- 1974年（昭和49年）11月に勲四等旭日小綬章を受章する。
- 1975年（昭和50年）1月に平田紡績の代表取締役会長となる。
- 1975年（昭和50年）8月29日に逝去する。